# Cratichneumon pigeoti
Cratichneumon pigeoti är en stekelart som först beskrevs av Berthoumieu 1914.  Cratichneumon pigeoti ingår i släktet Cratichneumon och familjen brokparasitsteklar. Inga underarter finns listade i Catalogue of Life.